# CMKS
CMKS Radio Trinchera Antimperialista es una radioemisora provincial de Guantánamo, Cuba, fundada el 27 de junio de 1937 por Cándido Savón Suárez. Transmite por los 95.5 de la A.M. Cuenta con varias corresponsalías en todos los municipios de la provincia.